# Fidei Depositum
Fidei depositum (česky depozitum víry nebo poklad víry) je apoštolská konstituce papeže Jana Pavla II. z 11. října 1992, kterou byl vydán Katechismus katolické církve.
Dokument, který je v mnoha jazycích publikován v národních vydáních Katechismu katolické církve, vysvětluje motivy a uvádí historii jeho vzniku. Při představení nového katechismu papež zdůvodnil, proč byla přijata čtyřdílná struktura, přičemž se odvolává na Katechismus Pia V.: vyznání víry, liturgie, dekalog a modlitba. Spolu s novým Kodexem kanonického práva a Kodexem kánonů katolických východních církví byl Katechismus katolické církve dalším důležitým dokumentem pro fungování katolické církve vydaným za pontifikátu papeže Jana Pavla II.
Polské vydání textu ústavy neobsahuje členění na kapitoly. Latinské a další jazykové verze mají následující členění:
- I. Úvod
- II. Historie vydání a motivy
- III. Tematické uspořádání textu
- IV. Doktrinální význam dokumentu
- V. Závěr